# 李家村文化
李家村文化，也指“李家村遗址”，该遗址发掘于陕西省汉中市西乡县城南葛石乡和平村，根据挖掘出来的墓葬和石器等文物确定属新石器时代早期，距今7000年以上，母系时代，可能为仰韶文化前身。
最早由魏京武提出“李家村文化”的命名，发表文献《李家村新石器时代遗址的性质及文化命名问题》。